# Romero Britto
Pour les articles homonymes, voir Britto (homonymie).
Romero Britto est un artiste, peintre et sculpteur brésilien né à Recife le 6 octobre 1963[réf. souhaitée]. Son œuvre présente des éléments de pop art, de cubisme et de graffiti.

## Biographie
Il a réalisé sa première exposition à 14 ans. Dans sa jeunesse, il a visité de nombreux pays d'Europe. Établi à Miami, il a installé son atelier dans le quartier de Coconut Grove, où il expose ses œuvres dans les rues.
Il a percé sur la scène internationale en 1989, en recevant de la vodka Absolut la commande d'une étiquette de bouteille pour une campagne publicitaire. Son style de dessin animé bizarre a alors commencé à être très demandé par de grandes sociétés, aussi bien pour des peintures murales, des sculptures que pour l'identité visuelle de produits. Récemment, il a par exemple travaillé pour Disney et Évian.
Britto a été nommé ambassadeur des arts pour la Floride. En 2007, il a réalisé une sculpture pour le quarantième anniversaire du Festival de Jazz de Montreux et des costumes pour le quarante-et-unième Super Bowl.
C'est lui qui a dessiné le logo de la coupe du monde de football 2014 au Brésil.[réf. nécessaire]

## Quelques œuvres publiques
États-Unis
- Pont-piscine du Mariner of the Seas - Royal Caribbean[1]
- Bz
- Z
- KAWTAR an Man - Palais du gouverneur, Tallahassee
- California Gold - California Winery Associates Californie
- The Nurse - Siège de la Croix-Rouge américaine, Washington
- Welcome - Sculpture mmonumentale pour la station Dadeland North, Miami
- Confetti - Mayfair Galleria Mall, Coconut Grove (Miami)
- In the Air - US AIR Frequent Flyer's Club, Palm Beach
- Paradise - Hôtel de ville de Miami Beach
- The Ultimate Kid - Strong Memorial Hospital New York
- Kiss & London Teen - Grove Isle Yacht & Tennis Club, Coconut Grove (Miami)
- Michel Roux - Carillon Importers Headquarters, Teaneck, New Jersey
- Growing as a Child - Hôpital pour enfants St. Christopher, Philadelphie
- Star Art - Fondation Star Art, Coral Gables, Floride
- Our Guardian Angel - Fresque au Jackson Memorial Hospital, Miami
- Mural - Miami Children's Museum, Miami

Autres pays
- One People--One Planet - The Tae Jon International Exposition, Corée du Sud
- Medallion - Swedish Wine & Spirits Corp., Suède
- Absolut Britto II - Siège de la vodka Absolut, Stockholm
- Dance of Hearts - Hôpital pour enfants d'Ormond Street, Angleterre
- Mural - Université catholique du Pernambouc, Recife, Brésil
- Dancing Boy - Beaulieu-sur-mer , France